# Planetella cincta
Planetella cincta är en tvåvingeart som först beskrevs av Ephraim Porter Felt 1921.  Planetella cincta ingår i släktet Planetella och familjen gallmyggor.
Artens utbredningsområde är New Hampshire. Inga underarter finns listade i Catalogue of Life.